# لقيط بن زرارة التميمي
لَقيط بن زُرَارَة بن عُدُس بن زَيْد الدَّارِمي التَّمِيمِي فارس وشاعر عربي؛ كان يُكنَّى أبا دختنوس في السِلم وأبا نهشل في الحرب. تروى عنه شجاعته وهو رجل محسن من أشراف قومه، قتل يوم شعب جبلة بنجد وهو من أعظم أيام العرب وأشدها، وكان لقيط رئيس قومه في ذلك اليوم.قال ياقوت: وهو يوم بين بني تميم وبني عامر بن صعصعة، من أعظم أيام العرب وأشدها. وقال البكري: كان يوم جبلة في عام مولد النبي صلى الله عليه وآله ويقال له: «يوم تعطيش النوق» وكان لقيط رئيس تميم فيه، فقتله عمارة الوهاب العبسي، وقيل: شريح بن الأحوص.

## نسبه
هو: لقيط بن زرارة بن عدس بن زيد بن عبدالله بن دارم بن مالك بن حنظلة بن مالك بن زيد مناة بن تميم بن مر بن إد بن عمرو(طابخة) بن إلياس بن مضر بن نزار بن معد بن عدنان
أمه: ماوية بنت معاوية بن زيد بن عبد الله بن دارم بن مالك بن حنظلة بن مالك بن زيد مناة بن تميم. وهي من منجبات العرب.
زوجاته:
- القدور بنت قيس بن مسعود بن قيس بن خالد بن عبد الله بن عمرو بن الحارث بن همام بن مرة بن ذهل بن شيبان بن ثعلبة بن عكابة بن صعب بن علي بن بكر بن وائل

وقال أبو عمرو بن العلاء: كانت ام دختنوس:
- امرأة من بني سحيم من حنيفة

أبنائه:
- دختنوس بنت لقيط

وقال عنه عبدالملك بن مروان:
"وذكرت بنو دارم يوما بحضرة عبد الملك فقالوا: قوم لهم حظّ. فقال عبد الملك: أتقولون ذلك وقد مضى منهم لقيط بن زرارة ولا عقب له، ومضى القعقاع بن معبد بن زرارة ولا عقب له، ومضى محمد بن عمير بن عطارد بن حاجب بن زرارة ولا عقب، والله لا تنسى العرب هؤلاء الثلاثة أبدا".

## من حياته
لقيط وابوه زرارة
نظر زرارة بن عدس ذات يوم إلى ابنه لقيط ورأى منه خيلاء ونشاطا وجعل يضرب غلمانه وهو يومئذ شاب فقال له زرارة: لقد أصبحت تصنع صنيعا كأنما جئتني بمائة من هجان المنذر بن ماء السماء أو نكحت بنت ذي الجدين بن قيس بن خالد، قال لقيط: لله علي إلا يمس رأسي غسل ولا آكل لحما ولا اشرب خمرا حتى أجمعهما جميعا أو أموت.
لقيط وذو الجدين
فخرج لقيط ومعه ابن خال له يقال له القراد بن إهاب وكلاهما كان شاعرا شريفا فسارا حتى أتيا بني شيبان فسلما على ناديهم،
ثم قال لقيط: أفيكم قيس بن خالد ذو الجدين؟ وكان سيد ربيعة يومئذ، قالوا: نعم، قال: فأيكم هو؟ قال قيس: أنا قيس، فما حاجتك؟
قال: جئتك خاطبا ابنتك. وكانت على قيس يمين ألا يخطب إليه أحد ابنته علانية ألا أصابه بشر وسمع به، فقال له قيس: ومن أنت؟ قال: أنا لقيط بن زرارة بن عدس بن زيد، قال قيس: عجبا منك ياذا القصة ! هلا كان هذا بيني وبينك، قال: ولم يا عم؟ فو الله إنك لرغبة وما بي من نضاة - أي ما بي عار - ولئن ناجيتك لا أخدعك ولئن عالنتك لا أفضحك فأعجب قيسا كلامه، وقال: كفء كريم إني زوجتك ومهرتك مائة ناقة ليس فيها مظائر ولا ناب ولا كزوم ولا تبيت عندنا عزبا ولا محروما. ثم أرسل إلى أم الجارية أني قد زوجت لقيط بن زرارة التميمي ابنتي القدور فاصنعيها واضربي لها ذلك البلق فإن لقيط بن زرارة لا يبيت فينا عزبا. وجلس لقيط فلما أمسى لقيط التميمي أهديت الجارية إليه فمازحها بكلام اشمأزت منه فنام وطرح عليه طرف خميصة وباتت إلى جنبه، فلما استثقل انسلت فرجعت إلى أمها فانتبه لقيط فلم يرها فخرج.
لقيط عند المنذر وكسرى
فخر لقيط حتى أتى ابن خاله قرادا وهو في أسفل الوادي فقال: ارحل بعيرك وإياك أن يسمع رغاؤها. فتوجها إلى المنذر بن ماء السماء وأصبح قيس ففقد لقيطا فسكت ولم يدر ما الذي ذهب به ومضى لقيط حتى أتى المنذر فاخبره ما كان من قول أبيه وقوله فأعطاه مائة من هجائنه فبعث بها مع قراد إلى أبيه زرارة ثم مضى إلى كسرى فكساه وأعطاه جواهر ثم انصرف لقيط من عند كسرى فأتى أباه فاخبرة خبرة وأقام يسيرا ثم خرج هو وقراد حتى جاءا محلة بني شيبان فوجداهم قد انتجعوا فخرجا في طلبهم حتى وقعا في الرمل فقال لقيط:
وصية ذو الجدين لابنته
وهاهو أبوها يجهزها ويوصيها وهي ترحل للزواج فخرجا حتى اتيا قيس بن خالد فجهزها أبوها فلما ارادت الرحيل قال لها يا بنية كوني لزوجك أمة يكن لك عبدا وليكن أكثر طيبك الماء فانك إنما يذهب بك إلى الأعداء واراك أن ولدت فستلدين لنا غيظا طويلا واعلمي أن زوجك فارس مضر وانه يوشك أن يقتل أو يموت فلا تخمشي عليه وجها ولا تحلقي شعرا قالت له أما والله لقد ربيتني صغيرة واقصيتني كبيرة وزودتني عند الفراق شر زاد.
ارتحال لقيط إلى أهله
وارتحل بها لقيط فجعلت لا تمر بحي من العرب إلا قالت يالقيط اهؤلاء قومك فيقول لا حتى طلعت على محلة بني عبد الله بن دارم من تميم فرأت القباب والخيل العراب
قالت: يالقيط أهؤلاء قومك؟
قال: نعم، فأقام اياما يطعم وينحر ثم بنى بها فأقامت عنده.
موت لقيط ووصية بنت ذو الجدين لبني دارم
وقتل لقيط يوم جبلة فبعث إليها أبوها أخا لها فحملت فلما ركبت بعيرها أقبلت حتى وقفت على نادي بني عبد الله بن دارم فقالت: يا بني دارم اوصيكم بالغرائب خيرا فوالله ما رأيت مثل لقيط لم تخمش عليه امرأة وجها ولم تحلق عليه شعرا فلولا أني غربية لخمشت وحلقت فحبب الله بين نساءكم وعادى بين رعائكم فاثنوا عليها خيرا ثم مضت.

## أول من طيّب رأسه
في مجلس ذو الجدين
وجلس لقيط يتحدث معهم فذكروا الغزو فقال لقيط: أما الغزو فأردها للقاح وأهزلها للجمال وأما المقام فأسمنها للجمال وأحبها للنساء فأعجب ذلك قيسا.
تطييبه لرأسه
وأمر لقيطا فذهب إلى البلق فجلس فيه، وبعثت قيس إليه أم الجارية بمجمرة وبخور وقالت للجارية: اذهبي بها إليه فو الله لئن ردها ما فيه خير ولئن وضعها تحته ما فيه خير، فلما جاءته الجارية بالمجمرة بخر شعره ولحيته ثم ردها عليها، فلما رجعت الجارية إليها خبرتها بما صنع فقالت المرأة: إنه لخليق للخير.

## بنت ذو الجدين وزوجها البكري
فلما مات لقيط انصرفت زوجته إلى قومها وتزوجها رجل منهم فجعل يسمعها تكثر ذكر لقيط،
فقال لها: أي شيء رأيت من لقيط قط أحسن في عينك؟
قالت:خرج في يوم دجن وقد تطيب وشرب فطرد البقر وصرع منها وأتاني وبه نضح الدماء والطيب ورائحة الشراب، فضممته ضمة وشممته شمة، فودت أني كنت مت ثمة، فلم أر قط منظرا أحسن من لقيط.
ماء ولا كصداء
فسكت عنها زوجها حتى إذا كان يوم دجن شرب وطيب ثم ركب فصرع من البقر، فأتاها وبه نضح الدماء والطيب وريح الشراب، فضمته إليها،
فقال: كيف ترينني أنا أحسن أم لقيط؟
فقالت: ماء ولا كصداء -فأرسلتها مثلا-.
وصداء ركية ليس في الأرض ماء أطيب منها مذكورة بطيب الماء قد ذكرها الشعراء، قال ضرار بن عتبة السعدي:

## من شعره
وأقبل في أحد معاركه على برذون مجفف بديباج، وعليه سرج مذهب من سروج كسرى، وكان أول عربي جفف. وجعل يقول:
وقال يمدح قومه بني دارم:

وكان بين لقيط بن زرارة وبين رجل من أهل بيته يقال له زيد بن مالك ملاحاة فغيره زيد بتركه النكاح وقال: إن أكفاء أهل بيتك يرغبون عنك، ومن غيرهم من العرب عنك أرغب، فلما زوجه قيس ذو الجدين قال:
وقال في غَزوِه بكر ابن وائل يوم حائر وقَتلِه أشيم بن شراحيل(مأوى الصعاليك):
وقال أيضا:

## وصلات خارجية
- بوابة الشعراء: ديوان لقيط بن زرارة التميمي